# Encausse
Encausse – miejscowość i gmina we Francji, w regionie Oksytania, w departamencie Gers.
Według danych na rok 1990 gminę zamieszkiwały 274 osoby, a gęstość zaludnienia wynosiła 18 osób/km² (wśród 3020 gmin regionu Midi-Pireneje Encausse plasuje się na 790. miejscu pod względem liczby ludności, natomiast pod względem powierzchni na miejscu 757.).